# Bambushaie
Die Bambus- oder Lippenhaie (Hemiscylliidae) sind eine Familie der Ammenhaiartigen (Orectolobiformes). Sie leben küstennah im tropischen Indopazifik, von Madagaskar bis nach Australien, den Philippinen und Japan.  Bambushaie werden wegen ihrer geringen Maximallänge oft in Schauaquarien gezeigt.

## Merkmale
Bambushaie werden meist 50 bis 100 Zentimeter lang. Die beiden größten Arten, der Braungebänderte Bambushai (Chiloscyllium punctatum) und der Epaulettenhai (Hemiscyllium ocellatum), erreichen eine Länge von einem Meter. Viele Bambushaie sind mit farbigen Streifen oder Flecken gemustert. Sie haben zwei stachellose Rückenflossen, eine kleine, abgerundete Afterflosse, die weit hinter der zweiten Rückenflosse liegt, fünf Kiemenspalten und zwei kurze Barteln am Maul. Es sind träge Tiere, die den größten Teil des Tages auf dem Boden liegend verbringen. Kleine Fische und Wirbellose bilden ihre Nahrung.

## Vermehrung
Weibliche Bambushaie scheinen männliche Spermien speichern zu können. In einem Karlsruher Aquarium sind mehrfache Geburten bei einem isoliert gehaltenen Weibchen beobachtet worden.

## Gattungen und Arten

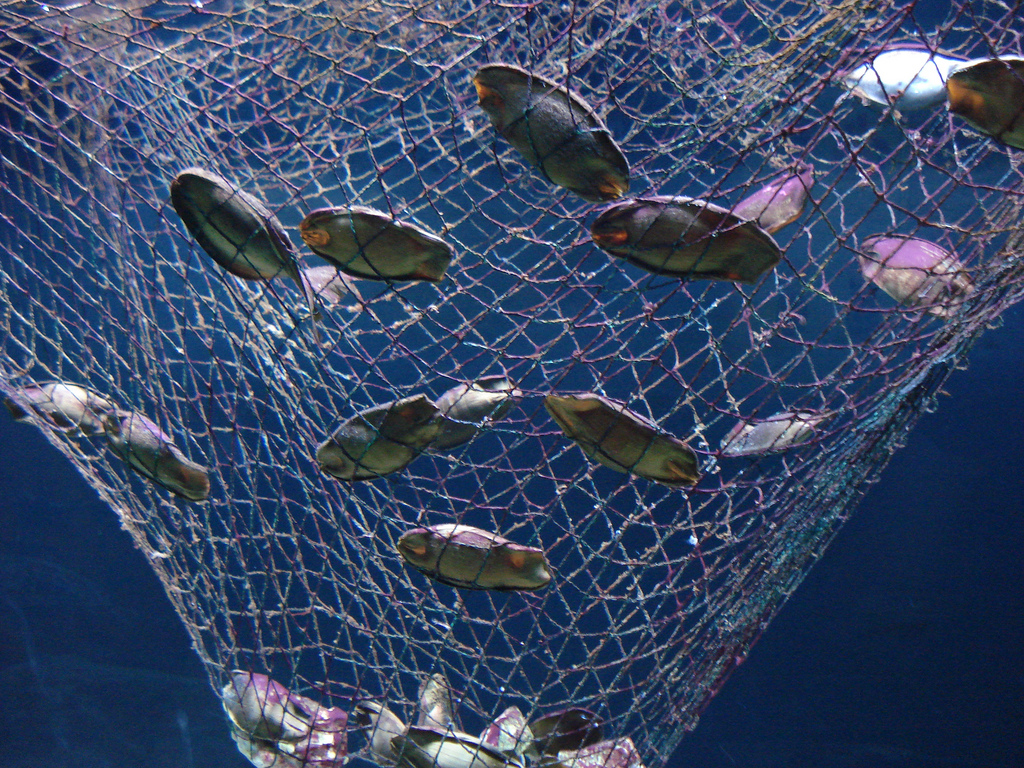
Eier bzw. Eikapseln eines Epaulettenhais

Es gibt zwei Gattungen mit 17 Arten:
- Gattung: Chiloscyllium  Müller & Henle, 1837
  - Arabischer Bambushai (Chiloscyllium arabicum  Gubanov in Gubanov & Shleib, 1980)
  - Burmesischer Bambushai (Chiloscyllium burmensis  Dingerkus & DeFino, 1983)
  - Blaugepunkteter Bambushai (Chiloscyllium caerulopunctatum Pellegrin, 1914)
  - Grauer Bambushai (Chiloscyllium griseum  Müller & Henle, 1838)
  - Indonesischer Bambushai (Chiloscyllium hasselti  Bleeker, 1852)
  - Schlanker Bambushai (Chiloscyllium indicum  (Gmelin, 1789))
  - Weißgepunkteter Bambushai (Chiloscyllium plagiosum  (Anonymous [Bennett], 1830))
  - Braungebänderter Bambushai (Chiloscyllium punctatum  Müller & Henle, 1838)
- Gattung: Epaulettenhaie (Hemiscyllium  Müller & Henle, 1838)
  - Freycinets Epaulettenhai (Hemiscyllium freycineti  (Quoy & Gaimard, 1824))
  - Hemiscyllium galei  Allen & Erdmann, 2008
  - Hemiscyllium halmahera  Allen & Erdmann, 2013
  - Papua-Epaulettenhai (Hemiscyllium halstromi  Whitley, 1967)
  - Hemiscyllium henryi  Allen & Erdmann, 2008
  - Hemiscyllium michaeli Allen & Dudgeon, 2010
  - Epaulettenhai (Hemiscyllium ocellatum  (Bonnaterre, 1788))
  - Hauben-Epaulettenhai (Hemiscyllium strahani  Whitley, 1967)
  - Gefleckter Epaulettenhai (Hemiscyllium trispeculare  Richardson, 1843)